# Ma tante d'Honfleur (film, 1949)
Pour les articles homonymes, voir Ma tante d'Honfleur.
Pour plus de détails, voir Fiche technique et Distribution.
Ma tante d'Honfleur est un film français réalisé par René Jayet et sorti en 1949.

## Synopsis
Un jeune homme mène une vie joyeuse à Paris, tout en faisant croire à sa tante qu'il poursuit ses études, alors qu'elle le soutient financièrement.

## Fiche technique
- Réalisation  : René Jayet
- Scénario : Robert Bibal et Jean Guitton d'après une pièce de Georges Berr et Paul Gavault
- Photographie : René Colas
- Musique : Vincent Scotto
- Costumes : Victor Noeppel
- Production :  Art et Industrie Cinématographique
- Pays de production :  France
- Format :  Noir et blanc - 1,37:1 - 35 mm - Son mono
- Genre : Comédie
- Durée : 82 minutes
- Dates de sortie : 
  - France : 14 avril 1949 à Marseilles
  - France : 31 août 1949

## Distribution
- Suzanne Dehelly : Mme Raymond, la tante d'Honfleur
- Jean Parédès : Adolphe
- Mona Goya
- Roger Nicolas : Charles
- Jeanne Fusier-Gir : Mme Dorlange
- Dorette Ardenne : Yvonne
- Paulette Dubost : Lucette
- Raymond Cordy : Clément
- Roger Bontemps
- Charles Dechamps